# 가코이 겐타로
가코이 겐타로(일본어: 圍 謙太朗, 1991년 4월 23일 ~ )는 일본의 축구 선수이다.

## 구단 경력
그는 2014년부터 J리그의 FC 도쿄, 세레소 오사카, 아비스파 후쿠오카, 마쓰모토 야마가 FC, SC 사가미하라, 블라우블리츠 아키타에서 뛰었다.